# Podpeč (Brezovica)

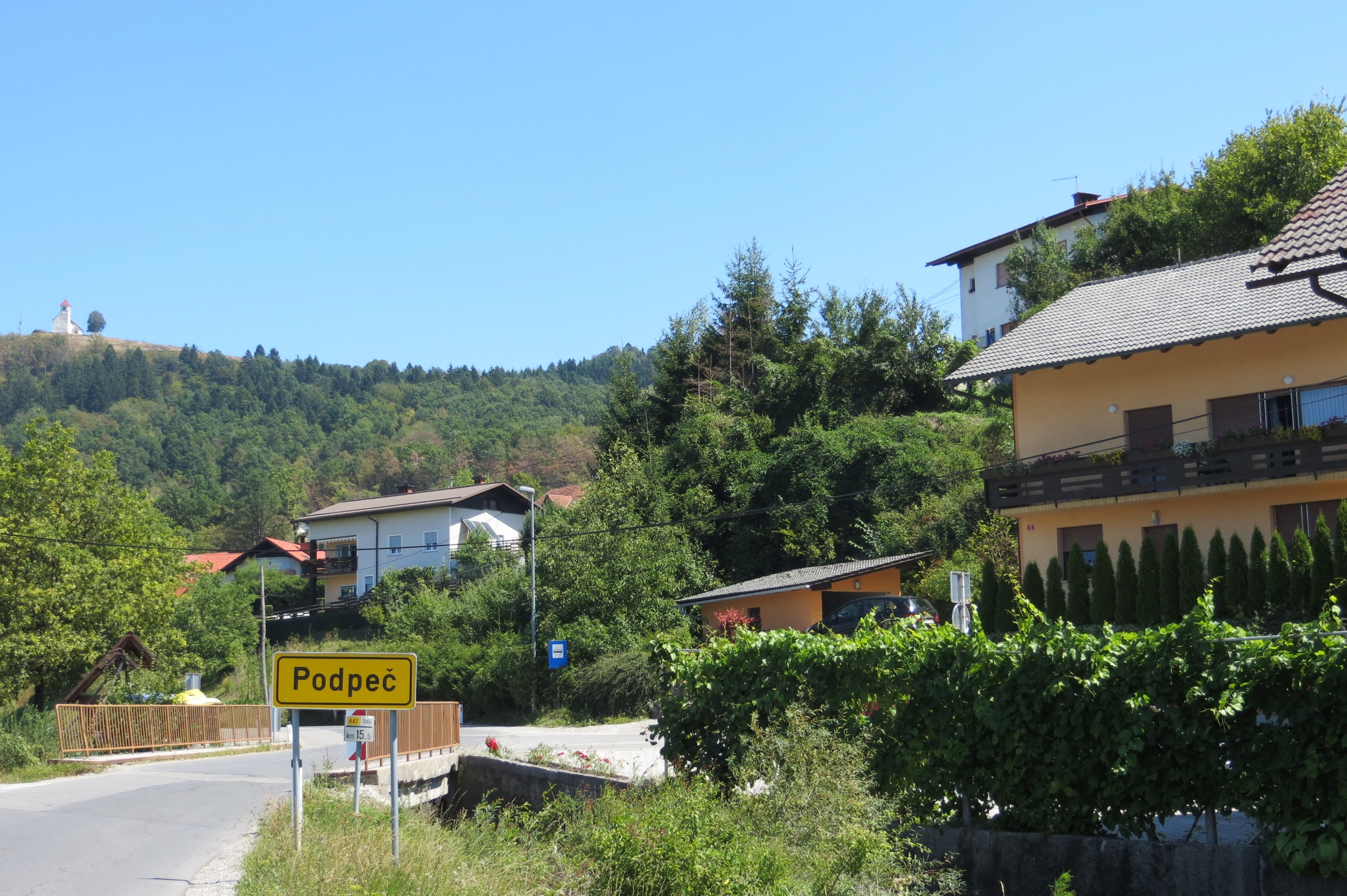
Podpeč

Podpeč je vesnice, jedno ze 16 sídel občiny Brezovica. Nachází se ve Středoslovinském regionu v centru Slovinska, nedaleko od hlavního města země.

## Poloha, popis
Rozloha vesnice je 1,76 km2 a v roce 2015 zde žilo 543 obyvatel. Od centra Lublaně je vzdálena 13 km. Podpeč je napojena na dálkové linky a také na městskou autobusovou linkou č. 19B. Severní částí vesnice protéká řeka Lublaňka (slovinsky Ljubljanica), podél které se táhne rozsáhlý krajinný park Lublaňský močál. Jižně od řeky leží letiště. Na úbočí vrchu Sveta Ana (484 m n. m.) je kamenolom, kde se těžil vápenec, známý jako podpečský mramor.